# MSV Hindenburg Bischofsburg
Der MSV Hindenburg Bischofsburg war ein deutscher Militärsportverein aus der ostpreußischen Stadt Bischofsburg. Die Feldhandball-Abteilung der Männer qualifizierte sich mehrmals für die Endrunde zur Deutschen Feldhandballmeisterschaft.

## Geschichte
Der Verein wurde als Bischofsburger SV gegründet. Mit der Neugründung der Garnison 1934 in Bischofsburg schloss sich der Verein dieser an und nannte sich ab 1935 nach dem stationierten III. Bataillon Infanterieregiment 2  Militärsportverein III. Btl., I.R. 2 Hindenburg Bischofsburg. 1938 erfolgte die Umbenennung in Wehrmachtsportverein III. Btl., I.R. 2 Hindenburg Bischofsburg (WSV Hindenburg Bischofsburg). Mit Beginn des Zweiten Weltkrieges zog sich das Militär aus den sportlichen Aktivitäten vorerst zurück, aus dem Verein wurde der TuSV Bischofsburg. Spätestens 1945 erlosch der Verein.

### Feldhandball
Die Feldhandball-Abteilung der Männer spielte ab 1934/35 in der erstklassigen Handball-Gauliga Ostpreußen. Bereits in der ersten Saison konnte der Verein durch einen 7:3-Erfolg über den Titelverteidiger TV Neufahrwasser die Gaumeisterschaft gewinnen und qualifizierte sich dadurch für die Deutsche Feldhandball-Meisterschaft 1934/35. In dieser wurde Bischofsburg in einer Gruppe mit dem Polizei SV Magdeburg, dem Polizei SV Berlin und dem MSV Greif Stettin Gruppendritter, was nicht zum Weiterkommen ausreichte. In der folgenden Spielzeit konnte der Gaumeistertitel erfolgreich verteidigt werden. Bei der anschließenden Deutschen Meisterschaft schied Bischofsburg jedoch sieglos in der Gruppenphase aus. Letztmals konnte der nun WSV Hindenburg Bischofsburg genannte Verein 1939 die Gaumeisterschaft Ostpreußens gewinnen. Doch auch bei der folgenden Deutschen Feldhandball-Meisterschaft 1938/39 schied der Verein bereits in der Gruppenphase aus.
Mit Zilla stellte der Verein einen dreifachen deutschen Handball-Nationalspieler.

### Fußball
Mit Umwandlung zum Militärsportverein wurde Bischofsburg zur Spielzeit 1934/35 in die zweitklassige Bezirksklasse Allenstein aufgenommen, zog sich jedoch nach der Spielzeit wieder aus dieser Liga zurück. Als Sieger der Kreisklasse Heilsberg stieg der Verein zur Spielzeit 1938/39 erneut in die Zweitklassigkeit auf. Kriegsbedingt übernahm der TuSV Bischofsburg in der Spielzeit 1939/40 den Startplatz, zog sich jedoch 1940 komplett vom Spielbetrieb zurück.

## Erfolge
- Teilnahme an der Deutschen Feldhandballmeisterschaft: 1935, 1936, 1939
- Handball-Gaumeister Ostpreußen: 1935, 1936, 1939